# Robot & Frank
Robot & Frank (Alternativtitel: Robot & Frank – Zwei diebische Komplizen) ist ein US-amerikanischer Indie-Film aus dem Jahr 2012. Die Tragikomödie spielt „in einer nahen Zukunft“ und handelt von der Freundschaft zwischen dem leicht dementen Frank, einem alternden Juwelendieb, und seinem Pflegeroboter Robot. Die Premiere des Films fand am 20. Januar 2012 beim Sundance Film Festival statt. Der Kinostart in den Vereinigten Staaten war am 17. August 2012, der deutsche Kinostart am 25. Oktober 2012.

## Handlung
Frank war früher einer der bekanntesten Juwelendiebe und Fassadenkletterer der USA. Nun ist er gealtert und zu einem schusseligen Eigenbrötler geworden. Er entwendet schon lange keine Juwelen mehr, sondern stiehlt nur noch in einem Laden geschnitzte Deko-Seifen. Außerdem besucht er als einziger noch verbliebener Kunde die Gemeindebücherei und freut sich auf die Begegnungen mit der Bibliothekarin Jennifer. Jedoch hat auch dort die Zukunft alles verändert, Jennifer steht bereits ein Bibliotheksroboter namens Mr. Darcy zur Seite, sämtliche Bücher sollen digitalisiert und die Bücherei wegen des rückläufigen Interesses an Printmedien in ein Kulturzentrum umgewandelt werden.
Der Film spielt „in einer nahen Zukunft“, wie am Anfang eingeblendet wird, die der Gegenwart noch erstaunlich ähnlich sieht. Es gibt allerdings bereits humanoide Roboter von beachtlicher Intelligenz, die an allen Orten eingesetzt werden. Franks Kinder glauben, dass ihr Vater sein Leben nicht mehr allein bewältigen kann, und suchen nach einer Alternative. Eines Tages bringt deshalb Sohn Hunter seinem Vater den Pflegeroboter VGC-60L mit, was Franks Alltag durcheinanderbringt.
Nach anfänglicher Ablehnung merkt Frank bald, dass Robot darauf programmiert ist, Franks Lebenslust und Wohlbefinden zu steigern. Er kommuniziert in natürlicher Sprache und unterbreitet Frank Vorschläge, um ihn zu körperlichen Aktivitäten anzuregen. Statt der von Robot vorgeschlagenen Gartenarbeit interessiert sich Frank jedoch mehr für Aktivitäten jenseits der Legalität. Der Zuschauer sieht sich mit der ethischen Frage konfrontiert, ob sich ein Roboter konsequent am Wohlergehen der ihm zugeordneten Person orientieren soll oder an übergeordneten juristischen Regeln. Am Ende assistiert Robot bei der Vorbereitung des nächsten Raubzugs: Um die Zuneigung der Bibliothekarin Jennifer zu gewinnen, entwenden die beiden das wertvollste Buch der Bibliothek, eine historische Ausgabe von Cervantes Don Quijote. Franks Tochter Madison, die gerade eine philanthropische Reise durch Turkmenistan macht, findet Robots Anwesenheit ethisch verwerflich und drängt auf seine Abschaffung. Frank besteht jedoch auf seinem Roboter. Mit ihm zusammen stiehlt er die Juwelen des reichen Bibliotheks-Abwicklers Jake.
Mittlerweile verdächtigt die Polizei Frank. Der Beweis für seine Tat befindet sich im Gedächtnis, dem Speicher des Roboters. Die einzige Möglichkeit – die auch Robot ganz rational vorschlägt – ist das Abschalten des Roboters und Löschen seines Speichers. Das lehnt Frank ab, denn „Er ist mein Freund“ sagt er; einen Freund kann man nicht einfach abschalten. Nun kommt es zur Verfolgungsjagd, nach deren Ende Frank in ein Pflegeheim kommt. Dort gelten menschliche Pflegekräfte als überholt und jedem Insassen ist ein persönlicher Roboter zugeordnet. Am Ende stellt sich heraus, dass die Bibliothekarin Jennifer Franks Ehefrau ist, von der er seit 30 Jahren geschieden ist und die der Demente nicht mehr erkannt hat.

## Hintergründe

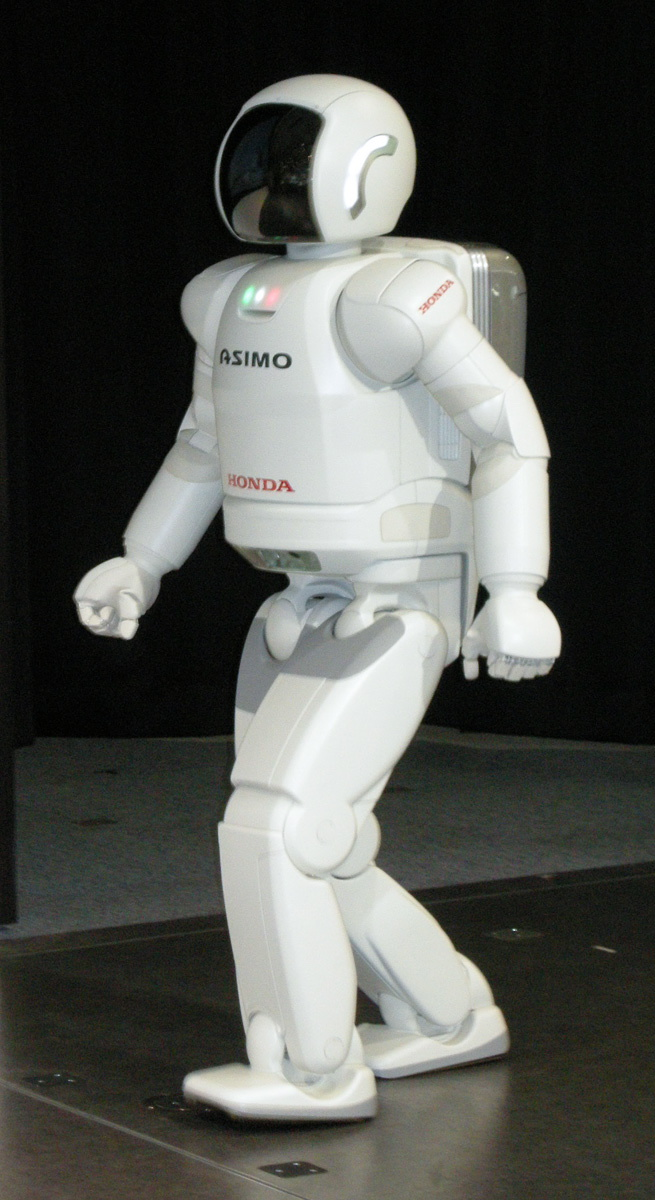
Der humanoide Roboter ASIMO von Honda, dem der Robot im Film auffallend ähnlich sieht

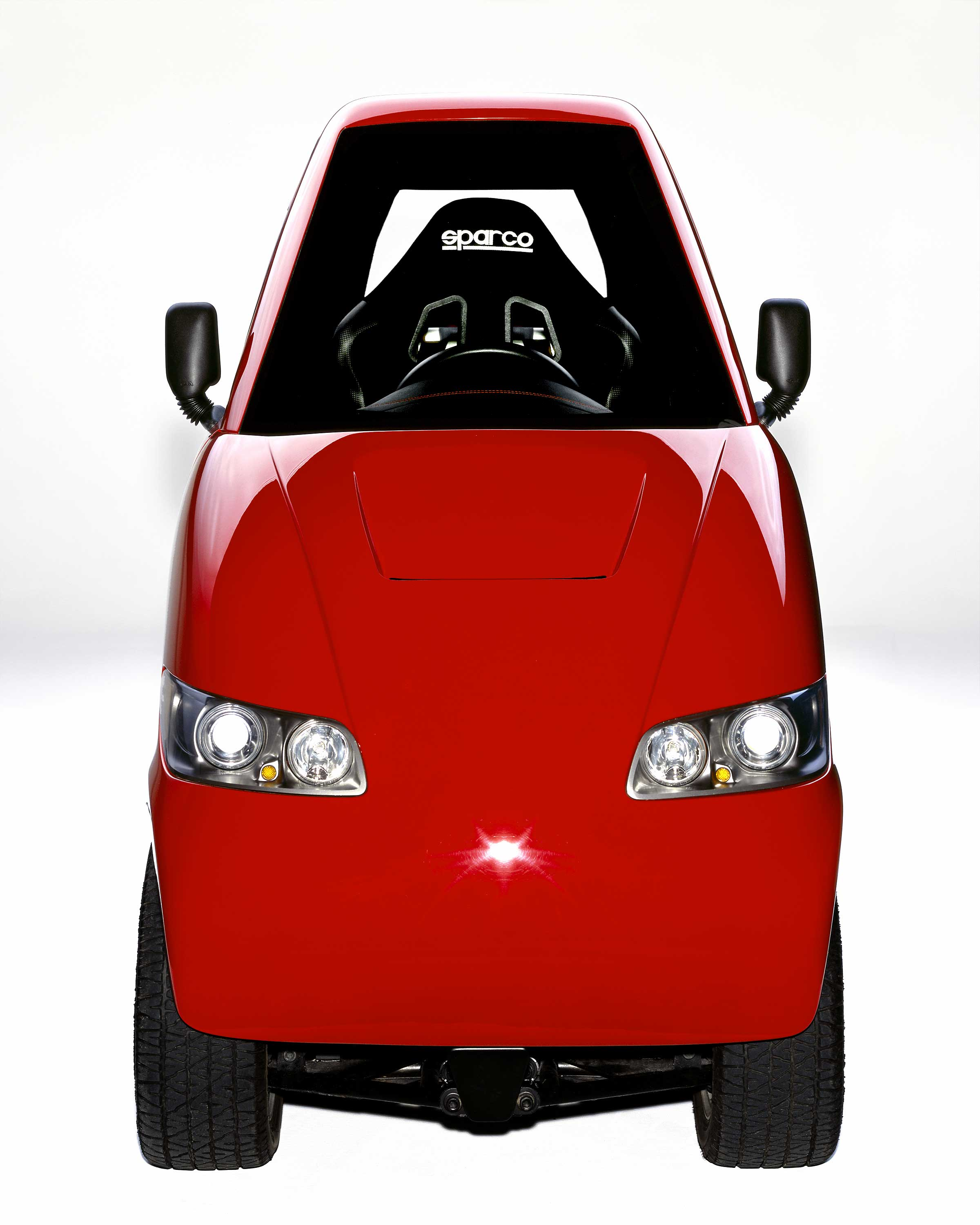
Elektroauto Tango von Commuter Cars, das im Film zu sehen ist

Mit der ursprünglichen Konzeption der Geschichte für den Film hatte Christopher D. Ford im Jahr 2002 begonnen. Jake Schreier und er interessierten sich für die rasante Entwicklung der Roboter-Technologie und ihre Auswirkungen auf das tägliche Leben gewöhnlicher Menschen. Schreier ist der Ansicht, dass die Technik weder gut noch schlecht sei, sie ändere jedoch die Art, wie wir miteinander in Beziehung treten, diese Entwicklung ließe sich nicht mehr aufhalten.
Den Roboter VGC-60L schuf Alterian, ein Unternehmen aus Los Angeles, das die Kostüme der French-House-Formation Daft Punk gestaltet. Er hat eine auffällige Ähnlichkeit mit dem von Honda entwickelten Roboter ASIMO. In seinem Inneren agierte die Schauspielerin Rachael Ma. Es erscheint eher unwahrscheinlich, dass zukünftige humanoide Roboter diesem Designkonzept folgen werden. Die Entscheidung für das Roboterdesign hat dramaturgische Gründe, wie der Regisseur Jake Schreier erklärt: „Der Film lebt stark von der menschlichen Fähigkeit, Emotionen auf Objekte zu übertragen. […] Beim Design des Roboters gingen wir davon aus, dass weniger mehr ist.“
In dem Film erscheinen mehrere Fahrzeuge in Form von Produktplatzierungen. Das Fahrzeug, das Frank am Beginn des Films auf der Straße begegnet, ist das Elektroauto Tango von Commuter Cars. Die futuristischen Smartphones und Tablet-Computer im Film wurden von Justin Ouellette auf Tumblr gestaltet.
Im Abspann des Films werden Ausschnitte aus Forschungsvideos gezeigt, so zum Beispiel die Komuro-Hand von der University of Tokyo und der Roboter ARMAR III vom Karlsruher Institut für Technologie (KIT).

## Auszeichnungen
Jake Schreiers und Christopher D. Fords erster Spielfilm erhielt Kritikerlob für Drehbuch, Produktion und Darsteller. 2012 gewann er beim Sundance Film Festival zusammen mit Valley of Saints – Ein Tal in Kaschmir von Musa Syeed den von der Alfred P. Sloan Foundation für herausragende Spielfilme um das Thema Wissenschaft und Technik verliehenen Alfred P. Sloan Prize.

## Kritiken
„Amüsante Mischung aus Science-Fiction-, Heist- und Buddy-Movie, die das glaubwürdige Szenario einer nicht allzu fernen Zukunft entwirft. Mit leisem Humor sowie einem souveränen Hauptdarsteller erzählt der Film von einer ungewöhnlichen Freundschaft und nimmt dabei menschliche Schwächen und Stärken in den Blick.“

„Frank Langella [bietet] eine fabelhafte One-Man-Show als ein Don Quixote im Kampf gegen das Altern. Es zeugt von verschmitzter Ironie, wenn ein Zukunftsverweigerer, dem gegen seinen erbitterten Widerstand ein Pflegeroboter aufgedrängt wird, in diesem seinen einzigen Freund findet – und wieder verliert.“

„So behutsam wie in diesem Film ist die Grenzlinie zwischen Mensch und Maschine wohl noch nie gezogen worden. Im westlichen Kino überstrahlt sonst die Roboterfigur zumeist die menschlichen Charaktere, doch hier begegnen sich Menschen und Maschinen auf Augenhöhe.“

„Jake Schreiers eigenwilliger Debütfilm ‚Robot & Frank‘ über einen an Gedächtnisverlust leidenden alten Mann nimmt nun diese Diskussionen über das Menschliche am Menschen mit luftiger Ironie und einem milden Twist gegenüber den ernsthaften Thesen der achtziger Jahre wieder auf und lässt – in einem kurzweiligen Drehbuch von Christopher D. Ford – das menschliche Gedächtnis nochmals einen Kampf gegen die maschinelle Speicherfähigkeit [antreten], der am Ende heiter verloren geht.“

„Frank Langella spielt Frank als einen intelligenten, introvertierten Tatmenschen, dem das Ausmaß seines geistigen Verfalls in einigen intensiv gespielten Schlüsselszenen klar wird. […] Schreier bleibt auch dabei in seiner melancholisch getragenen Grundstimmung.“